# Non-conformité de genre dans l'enfance
Ne doit pas être confondu avec Dysphorie de genre chez les enfants.
 (juin 2018).
Si vous disposez d'ouvrages ou d'articles de référence ou si vous connaissez des sites web de qualité traitant du thème abordé ici, merci de compléter l'article en donnant les références utiles à sa vérifiabilité et en les liant à la section « Notes et références ».
La non-conformité de genre dans l'enfance est un phénomène au cours duquel les enfants pré-pubères ne sont pas conformes aux attentes de genre sociologiques ou psychologiques, ou s'identifient comme étant de l'autre sexe. Le rapport annuel sur les droits fondamentaux dans l'Union européenne adopté en 2018 encourage les États membres à « dépathologis[er les]  identités transgenres » et à « empêcher que la variance de genre dans l’enfance ne devienne une nouvelle pathologie dans la classification internationale des maladies » dont a été retirée la transidentité.
Un comportement typique chez ces personnes peut inclure une propension au travestissement (entre autres choses), le refus de prendre part à des activités traditionnellement adaptées à leur genre assigné à la naissance, le choix plus ou moins exclusif de camarades de jeux du sexe opposé et des activités sociales et ludiques individuelles et collectives associées. L'« atypicité » de genre peut aussi se présenter à travers le jeu, par exemple des enfants qui joueraient ou qui participeraient à des scénarios de jeux généralement associés au genre opposé ; par exemple, un garçon jouant avec des poupées, et une fille jouant avec des camions. Il y a encore la volonté d'être nommé au féminin, assurer que son sexe n'est pas celui de naissance, pour les petits garçons jouer à la mariée et imposer son désir aux autres petits garçons quand ils ne l'ont pas encore rejeté. Tout cela n'est bien sûr considéré comme « atypique » que dans la mesure où l'on attend des enfants qu'ils se conforment à une norme sexuée, en montrant de l'intérêt pour les jouets sexués qui correspondent à leur sexe assigné,. Plusieurs études ont corrélé une non-conformité de genre de l'enfance avec une éventuelle homosexualité ; dans ces études, une majorité de personnes qui s'identifient gays ou lesbiennes s'auto-identifiaient de genre non conforme quand ils ou elles étaient enfants,,.
La communauté thérapeutique est actuellement divisée sur la réponse appropriée à proposer aux enfants de genre non-conforme. Des traitements visant à bloquer la puberté, permettant de laisser le temps aux enfants de se déterminer, sont proposés aux Pays-Bas, États-Unis, Royaume-Uni ou Canada, mais encore rarement en France (en 2015). La non-conformité de genre n'est pas une maladie mentale mais une variation "maladaptive" des comportements sexués évolués, elle n'est ni engendrée par une mauvaise éducation ou par une faute morale mais par de nombreux phénomènes lors de l'embryogenèse et son rapport aux androgènes prénataux. Au delà de la préférence de jouet atypique, la décision d'une prise en charge médicale de l'enfant et de l'adolescent dysphorique est surtout concentré sur sa détresse (dysphorie physiologique, génitale, sociale etc.) plutôt qu'une tentative de rendre normaux des enfants homosexuels comme nous pouvons l'entendre dans certains mouvements terf identitaires.

## Manifestations
La non-conformité de genre chez les enfants peut prendre de nombreuses formes, reflétant différentes façons dont un enfant est lié à son sentiment de genre :
- Préférence pour une apparence vestimentaire et corporelle jugée caractéristique du genre opposé
- Préférence pour des jeux et jouets généralement associés au sexe opposé
- Préférence pour des amitiés avec des personnes de sexe opposé
- Identification aux personnages de sexe opposé dans les contes, dessins animés ou films
- Affirmation de la volonté d'être un membre du sexe opposé
- Intense affirmation explicite de l'idée d'être de l'identité de genre opposée (« Non, je ne suis pas un garçon, je suis une fille », ou « Non, je ne suis pas une fille, je suis un garçon »)

## Théories sociales et développementales du genre
Le concept de non-conformité de genre dans l'enfance suppose qu'il existe une bonne façon d'être une fille ou un garçon. Il y a un certain nombre de perspectives sociales et développementales qui explorent la façon dont les enfants viennent à s'identifier à un genre en particulier et à s'engager dans des activités qui sont associés à ce rôle de genre. De même on peut questionner la notion de genre pour parler de ces comportements, autrefois nommés comportements sexués spécifiques (sex-typed behaviours) le langage peine à bien décrire la réalité des individus de genre atypique.
Les théories psychanalytiques sur le genre soulignent que les enfants commencent à s'identifier à leur parent, et que les filles ont tendance à s'identifier à leur mère et les garçons à leur père. L'identification est souvent associée à la période où l'enfant réalise qu'il ne partage pas les mêmes organes génitaux avec les deux parents. Selon les théories de Freud, cette découverte ouvre la porte à l'envie de pénis chez les filles et l'angoisse de castration chez les garçons. Bien qu'il n'y ait pas beaucoup de preuves scientifiques pour soutenir Freud, ses théories ont suscité de nouvelles conversations autour de la sexualité et du genre.
La théorie de l'apprentissage social met l'accent sur les récompenses et les punitions que les enfants reçoivent pour les comportements appropriés ou non au sexe. L'une des critiques de la théorie de l'apprentissage social est de supposer que les enfants sont passifs, plutôt que des participants actifs à leur environnement social.
La théorie du développement cognitif soutient que les enfants sont actifs dans la définition du genre et se comportent de manière à refléter leur perception des rôles de genre. Les enfants sont à la recherche de régularités et de consistance dans leur environnement, et la recherche de la cohérence cognitive motive les enfants à se comporter d'une manière qui soit en harmonie avec les constructions sociétales du genre.
La théorie du schéma du genre est un modèle hybride qui combine l'apprentissage social et la théorie du développement cognitif. Daryl J. Bem fait valoir que les enfants ont un état cognitif adapté à en apprendre sur eux-mêmes et sur leur environnement. Ils construisent des schémas pour les aider à explorer leur monde social, et ces schémas forment un plus grand réseau d'associations et de croyances à propos du genre et des rôles de genre.

## Études

### Études observationnelles
Pour réaliser ces études, il est nécessaire de sélectionner des enfants de genre non conforme et pour lesquels on observe des jeux atypiques, en incluant également un groupe contrôle (des enfants considérés comme étant d'un genre typique) et un groupe expérimental où les enfants sont choisis en fonction de leur niveau sur l'échelle d'« atypicité ». En d'autres termes, les filles assignées qui sont classées masculines par rapport à d'autres filles, et les garçons assignés qui sont classés féminins, par rapport à d'autres garçons. Ces études ont également généralement comparé ces enfants atypiques à leurs frères et sœurs, en essayant de créer un type de contrôle génétique et environnemental,. Dans une étude réalisée par Kenneth Zucker, il a été déterminé que les enfants de genre non conforme qui jouaient avec des jouets atypiques le faisaient de manière significativement plus longue que leurs homologues du groupe contrôle (genre typique). En outre, Zucker et son équipe ont senti qu'ils pouvaient conclure que l'identité de genre est déterminée de façon significative dans l'enfance. Une autre étude a convenu que l'« atypicité » dans l'enfance semble être un facteur prédictif de la poursuite, ou non, du genre atypique à l'âge adulte. L'hyperplasie congénitale des surrénales est un trouble qui se produit lorsque les enfants sont exposés à différentes androgènes ou hormones sexuelles Ces enfants, considérés comme étant de genre atypique, ont exprimé un intérêt atypique important pour les activités dans lesquelles ils s'engageaient. Cependant, il n'y a pas eu de différence significative concernant la préférence genrée de leurs partenaires de jeux. A l'Instar d'autres études, les enfants de genre atypique ont été comparés à leurs parents de genre typique. Cependant, cette étude n'a pas inclus les enfants ayant une composante génétique qui les rend physiquement atypiques.

### Études rétrospectives
L'autre type d'étude utilisé pour examiner cette question est l'étude rétrospective. De nombreuses études interrogent des hommes qui s'identifient gay et leur demandent de se souvenir de leurs préférences de jeux durant leur enfance. Une chose très intéressante est le fait qu'elles semblent être un bon indicateur de leur comportement une fois devenus adultes. Les informations concernant les femmes tendent à être moins significatives, avec des difficultés à tirer des conclusions, et certaines études ne peuvent carrément pas être conduites. Les études rétrospectives sont largement cohérentes avec les études mentionnées précédemment : elles concluent que la non conformité de genre dans l'enfance est un prédicateur significatif de l'orientation sexuelle homosexuelle. Un chercheur avait réalisé une étude rétrospective et avait conclu que bien que ce type d'étude était très perspicace, la méthodologie était plus difficile à mettre en place. Bien que ces études aient été très utiles pour déterminer combien d'hommes homosexuels étaient d'un genre atypique dans leur enfance, ce chercheur pense qu'il serait préférable de mieux comprendre pourquoi il y a un lien, plutôt que de simplement déterminer qu'il semble y avoir un lien. Une autre étude rétrospective conduite par J. Michael Bailey qui n'interrogeait pas seulement les individus, mais qui récoltait également le témoignage de leur mère, a trouvé qu'il n'y avait pas de corrélation entre les points de vue des sujets et ceux de leur mère. Il existait encore une corrélation entre le genre non conforme auto-rapporté des individus et leur homosexualité, mais les réponses des mères n'ont pas mis en évidence des statistiques significatives.

## Anomalies chromosomiques
Chez l'homme, la différenciation sexuelle est déterminée par les chromosomes X et Y et en particulier par le gène SRY du chromosome Y. Cependant, des troubles du développement de l'embryon comme des anomalies génétiques peuvent conduire à des phénotypes non correspondants. Il est ainsi possible qu'un individu présentant des chromosomes XX développe un phénotype anatomiquement mais également en termes de physiologie et de psychologie masculin. Inversement un individu peut présenter la combinaison XY et être surtout féminin. Le gène SRY peut apparaître sur le chromosome X, conduisant à un embryon XX qui développe l'anatomie masculine et qui est identifié à la naissance comme un garçon. Le gène SRY peut être manquant ou dysfonctionnel, conduisant à un embryon XY qui ne parvient pas à développer l'anatomie masculine et qui est identifié à la naissance comme une fille. Des variations génétiques peuvent également survenir sans lien avec le gène SRY, comme le syndrome complet d'insensibilité aux androgènes.

## Influence des androgènes
Les fœtus sont exposés à des androgènes prénatales dès 8 semaines de développement. Les fœtus mâles sont exposés à des niveaux beaucoup plus élevés d'androgènes que les fœtus féminins. Il a été constaté que les préférences des jouets, les camarades de jeux, et les styles de jeu variaient selon l'exposition de l'enfant aux androgènes. Quel que soit le sexe assigné de l'enfant, l'augmentation de l'exposition à l'androgène est associée à des comportements plus typiquement masculins, alors que la diminution de l'exposition aux androgènes était associée à des comportements plus typiquement féminins (voir transfert de testostérone prénatale).

### Études de la préférence des jouets

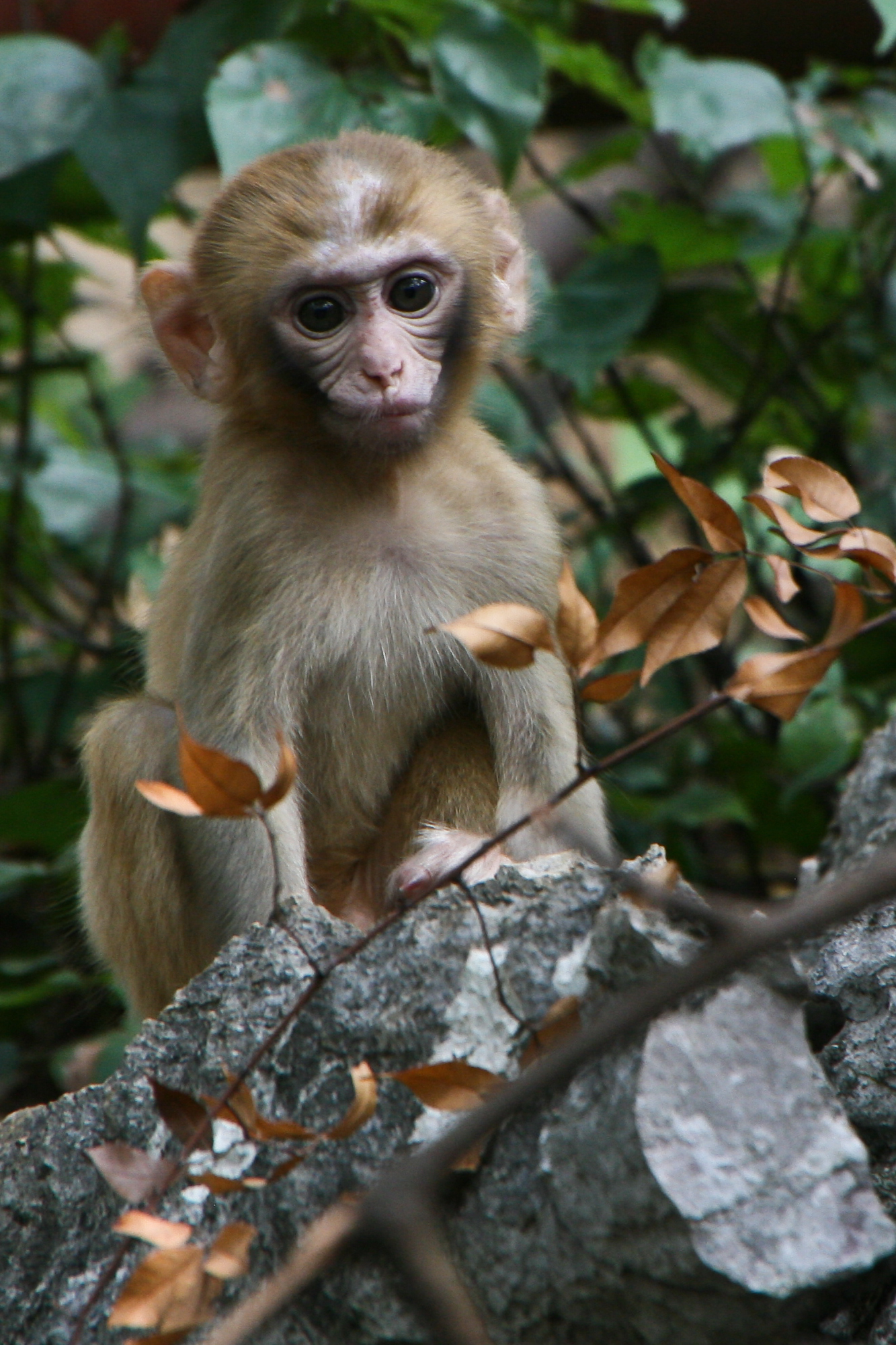
Des études avec de jeunes macaques rhésus suggèrent que certaines préférences selon le genre ne sont pas dues au processus de socialisation humain.

Les jouets pour filles ont tendance à être ronds et roses, tandis que les jouets pour garçons ont tendance à être anguleux et bleus. Dans une étude des préférences de jouets sur des nourrissons de 12 à 24 mois, les garçons passaient plus de temps à regarder les voitures que les filles, et les filles passaient plus de temps à regarder les poupées que les garçons. Aucune préférence pour la couleur n'avait été trouvée,. Les études animales ont apporté un appui supplémentaire pour le genre biologiquement déterminé concernant les préférences de jouets. Dans une étude sur des singes rhésus, quand un choix doit se faire entre une peluche ou des jouets à roues, le singe femelle est attiré vers les jouets en peluche, tandis que les mâles préfèrent les jouets avec des roues. Ces résultats suggèrent que les préférences genrées pour les jouets peuvent se produire sans les processus de socialisation que l'on retrouve chez l'homme. Les singes rhésus femelles ont également tendance à s'engager dans plus d'activités liées au jeu de maternage, tandis que les mâles ont tendance à s'engager dans des jeux plus physiques.
D'un autre côté, les filles avec hyperplasie congénitale des surrénales (HCS) ont de fortes concentrations sanguines de testostérone. Dans les études de préférence de jouets, ces filles montrent un intérêt important pour les jouets masculins, comme les camions et les balles. Dans l'ensemble, leurs habitudes et leurs préférences se tournaient davantage vers des jeux typiquement masculins plutôt que typiquement féminins. Même chez les enfants exposés à une gamme normale d'androgènes prénatales, l'augmentation de testostérone a été associée à une augmentation de la préférence pour les jouets typiquement masculins, et une diminution prénatale à la testostérone a été associée à un plus grand intérêt pour les jouets typiquement féminins.
Dans l'ensemble, le degré d'exposition aux androgènes pendant les périodes prénatales et postnatales peuvent orienter les processus cognitifs, qui seront encore renforcés par le processus de socialisation. Les niveaux les plus élevés d'androgènes au cours du développement pourraient susciter une plus grande attirance pour les voitures et les balles, tandis que la baisse des niveaux d'androgènes provoquent une préférence pour les poupées et les activités de soins.

### Préférences de styles de jeux
Les enfants ont généralement une préférence pour les camarades de même sexe : c'est ce qui a été observé dans de nombreuses cultures humaines et à travers un certain nombre d'espèces animales. La préférence pour les camarades de jeu du même sexe est au moins partiellement liée au processus de socialisation, mais les enfants peuvent également s'orienter vers les pairs ayant les mêmes styles de jeu. En général, les filles s'engagent plutôt dans des comportements de type éducationnel et maternage, tandis que les garçons s'orientent plutôt dans des jeux liés à la bagarre.
Cependant, il n'est pas rare pour les filles et les garçons de préférer des camarades de jeu du sexe opposé et de s'engager dans des styles de jeu atypiques par rapport à leur genre. De même que pour les préférences de jouets, les androgènes peuvent également être impliquées dans les préférences de styles de jeux. Les filles qui ont une hyperplasie congénitale des surrénales s'engagent généralement dans plus de jeux liés à la bagarre. Hines et Kaufman (1994) ont constaté que 50 % des filles HCS avaient une préférence pour les camarades de jeu garçons, tandis que moins de 10 % des filles non-HCS préféraient des camarades de jeu garçons. Une autre étude a révélé que les filles avec HCS préféraient des camarades de jeu de même sexe, mais leur style de jeu atypique aboutissait à passer plus de temps seul, s'engageant ainsi dans des activités de leur choix. Les filles avec HCS étaient plus susceptibles d'avoir des organes génitaux masculinisés, et il a été suggéré que cela pouvait conduire les parents à les traiter comme des garçons ; cependant, cette affirmation est discréditée dans les discours des parents.

### Traits adultes
Il y a eu un certain nombre d'études corrélant la non-conformité du genre dans la petite enfance (NCG) et l'orientation sexuelle ; cependant, la relation entre la NCG et les traits de personnalité à l'âge adulte a été largement négligée. Lippa a mesuré la NCG, les préférences d'activités liées au genre, l'auto-attribution de la masculinité-féminité et l'anxiété chez les hommes et femmes hétérosexuels et homosexuels, par leur auto-identification. Les hommes gay ont montré une tendance à se définir avec des concepts de soi plus féminins que les hommes hétérosexuels. De même, les lesbiennes s'auto-attribuent des préférences occupationnelles plus masculines et plus GNC que les femmes hétérosexuelles. Dans l'ensemble, l'étude de Lippa suggère que les comportements de genre non-conforme sont relativement stables au cours de la vie d'une personne.
Un des avantages de l'étude de Lippa est la taille de l'échantillon relativement élevée de 950 participants, qui a été diversifiée à la fois en termes de représentations de l'orientation sexuelle et de l'origine ethnique. Bien qu'il puisse y avoir une tendance à généraliser ces résultats à tous les hétérosexuels et les homosexuels, hommes et femmes, la prise de conscience qu'une tendance de certains comportements ne signifie pas qu'ils sont un groupe monolithique est nécessaire ; pour certaines personnes, l'orientation sexuelle peut être la seule chose qu'ils aient en commun.

### Mesures de l'anxiété
Le GNC est associé à des niveaux plus élevés de détresse psychologique chez les hommes gay par rapport aux femmes lesbiennes. Les résultats ont été étendus aux hommes et femmes hétérosexuels, où le « GNC [était] associé à la détresse psychologique chez les hommes hétérosexuels, mais pas chez les femmes hétérosexuelles ». En effet, « l'impact du GNC des hommes est plus négatif que les femmes, indépendamment de l'orientation sexuelle ». Les résultats peuvent être compris comme une plus grande acceptation de comportements typiquement masculins chez les jeunes filles, et le découragement de comportements typiquement féminins chez les garçons,. Beaucoup de jeunes garçons subissent des violences scolaires, de l'exclusion en plus de leur sentiment d’inadéquation entre leur sexe, les attentes et leur intérêts spécifiques.

## Orientation sexuelle
Beaucoup de recherches ont été menées sur la relation entre le GNC et l'orientation sexuelle. Les hommes gay sont souvent des garçons féminins et les lesbiennes sont souvent des femmes masculines. Chez les hommes, le GNC est un fort prédicateur de l'orientation sexuelle à l'âge adulte, mais cette relation n'est pas aussi significative chez les femmes,,,. Les femmes avec HCA ont rapporté plus de comportements de jeux typiquement masculins, et ont montré moins d'intérêt hétérosexuels.
L'effet de l'ordre de naissance dans la fratrie est un phénomène bien documenté, qui prédit que les chances qu'un homme soit homosexuel augmentent de 33 à 48 % avec chaque frère plus âgés que lui. La recherche a montré que la mère développe une réponse immunitaire en raison de facteurs sanguins incompatibles avec le fœtus mâle. Avec chaque fœtus mâle, le système immunitaire de la mère réagit plus fortement car il le perçoit comme une menace. La réponse immunitaire de la mère peut perturber le taux des hormones prénatales, comme la testostérone, qui sont impliquées dans la non-conformité de genre de l'enfant et l'orientation sexuelle de l'adulte.
Bem propose une théorie sur la non-conformité de genre dans l'enfance, qu'il désigne comme « l'exotique devenant érotique ». Bem fait valoir que les facteurs biologiques, tels que les hormones prénatales, les gènes et la neuroanatomie, prédisposent les enfants à se comporter d'une manière qui ne sont pas conformes à leur sexe assigné à la naissance. La non-conformité du genre des enfants va souvent de paires avec la préférence pour les activités et les camarades de jeux du sexe opposé. À l'adolescence, « l'exotisme devient érotique », et les inconnus de même sexe produisent de l'excitation, qui devient érotisée au fil du temps. La théorie de Bem ne semble pas adaptée à l'homosexualité féminine, peut-être parce que les constructions culturelles de la masculinité sont généralement plus rigides que celles de la féminité,.

## Rapport de biais dans les études rétrospectives
Bien que le genre non conforme dans l'enfance ait été corrélé à l'orientation sexuelle à l'âge adulte, il peut y avoir un biais de déclaration qui a influencé les résultats. De nombreuses études sur le lien entre le GNC et l'orientation sexuelle sont menées de manière rétrospective, ce qui signifie que les adultes sont invités à réfléchir sur leurs comportements en tant qu'enfants. Les adultes réinterprètent souvent les comportements de leur enfance. Les hommes gays et les femmes lesbiennes qui se sont entendus sur un point de vue biologique sur le genre et l'orientation sexuelle ont tendance à déclarer plus de cas d'enfance au genre non-conforme, et expliquent ces comportements comme des manifestations génétiques ou biologiques de leur orientation sexuelle. Les femmes lesbiennes qui endossent un point de vue constructiviste sur l'identité de genre interprètent souvent leur enfance GNC comme une prise de conscience des normes patriarcales et de rejettent les rôles de genre. Les hommes hétérosexuels sont plus susceptibles de minimiser l'importance du GNC, attribuant leurs comportements au fait d'être sensible ou artistique. La rétrospective d'une réinterprétation de ne peut pas invalider les études reliant le GNC et l'orientation sexuelle, mais nous devons être conscients de ce phénomène de réinterprétation à l'âge adulte, pour évoquer des périodes de l'enfance.

## Dysphorie de genre
Les enfants ayant une dysphorie de genre, aussi connue comme le trouble de l'identité de genre (TIG), ont des comportements de genre non-conforme, par exemple une préférence pour les jouets du sexe opposé, des compagnons de jeu du sexe opposé, des vêtements et des styles de jeu qui sont généralement associés au sexe opposé. Les enfants avec TIG ont parfois du dégoût et une inversion profonde et spontanée à l'égard de leurs propres organes génitaux ou lors des changements qui se produisent à la puberté (barbe, menstruations…). Un diagnostic de TIG chez les enfants est une preuve de l'inconfort, de la confusion, ou de l'aversion pour leur sexe de naissance, les rôles de genres mais aussi leur représentation et sentiment d'eux-mêmes en profond décalage avec leur physiologie. Les enfants n'expriment pas nécessairement le désir d'être du sexe opposé, mais c'est toujours pris en compte au moment d'établir le diagnostic. La dysphorie de genre ne signifie pas transition vers l'autre sexe nécessairement, elle peut parfois se stabiliser dans le drag, dans le refus de porter des signes du sexe de naissance (poils), le choix du changement total de sexe a souvent des raisons culturelles et normatives lié au pressions du modèle binaire des comportements genrés occidentaux. L'individus dysphorique peut rester un homme homosexuel à l'expression vestimentaire et corporel féminine ou bien, en fonction de l'intensité et de la précocité de sa dysphorie s'identifier entièrement à l'autre sexe et entamer une transition médicale qui, souvent, assurera un abaissement de l'anxiété, une paix par conformisme, une fuite du stigma mais celui-ci continuera probablement d'exprimer des comportements de son sexe biologique.
Certains défenseurs ont fait valoir que le diagnostic dans le DSM-IV légitimait les expériences de ces enfants, ce qui rend plus facile la sensibilisation du public et l'obtention de financements pour la recherche future et les thérapies. Le diagnostic de trouble de l'identité de genre chez les enfants reste controversé, car beaucoup affirment que l'étiquette pathologise des comportements et des fonctionnements de genre variant. La stigmatisation associée aux troubles de santé mentale peuvent faire plus de mal que de bien.

## Réactions parentales
Les parents ayant des enfants de genre non-conforme peuvent ne pas savoir vers qui se tourner pour exprimer leurs sentiments. De nombreux parents acceptent le choix de leur enfant, mais ils sont plutôt préoccupés par le bien-être général de l'enfant. Dans certains cas, les familles n'acceptent pas la non-conformité de genre de leur enfant, pouvant ainsi tomber dans l'homophobie et le sexisme. Quelle que soit la position du parent vis-à-vis de l'identité de genre non-conforme, elle aura une incidence sur l'enfant et sa relation avec la famille.
La transphobie peut se produire lorsque les enfants ayant un genre non-conforme en rencontrent d'autres qui ne comprennent pas (donc n'acceptent pas) ce qu'ils vivent. Le Dr Diane Ehrensaft énonce que « la transphobie produit des angoisses, des préjugés, de l'agressivité et de la haine sur des individus qui n'acceptent pas le genre qui leur a été assigné à la naissance ; au lieu de tourner autour de la définition du soi ou des catégorisations binaires de genre, il serait préférable de modifier leur corps. ». La transphobie peut devenir un conflit important au sein de la famille et elle peut nuire à la relation entre l'enfant et sa famille.
Les parents reconnaissant le genre non-conforme de leur enfant peuvent éprouver un sentiment de perte, de choc, de déni, de colère et de désespoir. Ces sentiments disparaissent généralement quand les parents en apprennent plus sur le genre non conforme. Cependant, il y a des familles qui restent intolérantes à la non-conformité de genre, ce qui peut causer des troubles psychologiques ou des problèmes sociaux. Le thérapeute Jean Malpas dit : « Certains réagissent très négativement et la non-conformité de genre peut devenir une importante source de conflit entre les parents et provoquer des dégâts entre le parent et l'enfant à cause du lien rompu entre eux ».
Le Dr Diane Ehrensaft cite qu'il y a trois types de familles qui peuvent affecter le résultat d'un enfant de genre non-conforme : les transformateurs, les transphobiques, et les transporteurs.
Les transformateurs : ce sont les parents qui sont à l'aise dans le soutien de leur enfant au genre variant, et qui peuvent facilement identifier leur enfant comme une personne distincte. Ehrensaft établit : « ces parents auront une bonne chance de dépasser toutes réactions transphobes pouvant éventuellement résider en eux, pour à la fois répondre à leur enfant et devenir un défenseur du genre non-conforme de leur enfant dans le monde extérieur ».
Les transphobiques : ce sont les parents qui ne sont pas à l'aise dans leur propre genre, et qui ne peuvent pas comprendre ce qu'est le genre fluide. Les parents transphobiques peuvent penser que leur enfant est une extension d'eux-mêmes, et ainsi répondre négativement. Ehrensaft pense que ces parents qui refusent leur enfant avec un excès de négativité et de réactivité transphobe, sapent l'amour que la mère prétend avoir pour son enfant.
Les transporteurs : ce sont les parents qui semblent complètement accepter la non-conformité de genre de leur enfant, mais en fait ils ont des doutes quant à la véridicité de la non-conformité. Les parents transporteurs peuvent dire des choses comme : « c'est juste une phase », ou « il ou elle s'en sortira », « ça lui passera ».

## Réactions des pairs
Une fois que les enfants sont en âge scolaire, les filles qui sont considérées comme des « garçons manqués » et les garçons qui sont considérés comme plus « sensibles » sont plus susceptibles de rencontrer des difficultés au cours de l'enfance par rapport à leurs pairs de genre typique. Il est possible que leur non-conformité passe inaperçue, mais il est plus probable qu'ils soient victimes d'intimidation et de harcèlement lorsqu'ils atteignent l'âge scolaire. Dans une étude sur des personnes de quinze ans avec genre atypique, les hommes assignés ont rapporté se sentir seuls, subir plus d'intimidation, être moins susceptibles d'avoir des amis masculins, et être dans une « plus grande détresse » que les hommes de la même tranche d'âge ayant un genre typique.

## Besoins des familles et des enfants de genre non conforme
Il existe toujours un débat sur la meilleure approche en matière de genre non conforme des enfants, mais il est de plus en plus largement par les parents et les professionnels. Les parents ont suggéré que leurs enfants ont besoin de discuter de leur identité de genre non-conforme librement avec leurs parents, d'être aimés tout au long de leur transformation, et d'être autorisés à faire des choix quant à leur propre genre. Ils ont également suggéré une équipe d'entraide entre pairs, et des services de conseils, en plus de l'appui de leur école et des administrateurs scolaires et des autorités.
Les parents doivent être attentifs aux besoins de l'enfant d'avoir l'acceptation et la validation de son expression de genre. S'il n'est pas validé, un enfant peut commencer à partager de moins en moins avec leurs parents et plus avec des amis, cela pourrait conduire à faire croire aux parents que la non-conformité de genre était juste une phase passagère.
La divulgation est également très importante pour une famille lors de l'éducation d'une identité de genre non-conforme de l'enfant. Les parents ont besoin de savoir comment parler de leur enfant et quels types d'informations ils décident de partager. D'autres membres de la famille doivent également être prêts à prendre des décisions au sujet de ce qui peut être dit, et à qui le dire.
En ce qui concerne leurs propres besoins, les parents ont suggéré qu'ils avaient besoin d'informations sur le genre non conforme des enfants pour mieux les aider dans la préparation de leur transition. En outre, les parents ont déclaré qu'ils avaient besoin de plus d'éducation sur le genre non conforme des enfants, et de soutien des amis et de la famille. Les parents ont également suggéré avoir besoin de conseils pour assurer une guidance, de soutien de professionnels de santé et des pairs, et avoir accès à des personnes transgenres pour leur aider à avoir une représentation positive des communautés transgenres.

## Traitements cliniques de la dysphorie de genre
Il est important pour les cliniciens d'identifier les enfants dont la dysphorie de genre persiste à l'adolescence et ceux dont le trouble de l'identité sexuelle ou le diagnostic de dysphorie de genre cessent. Dans les cas où la détresse et l'inconfort de l'enfant persistent, les cliniciens prescrivent parfois l'hormone GnRH pour retarder la puberté. L'identification stable et persistante du TIG peut réduire le nombre d'interventions chirurgicales et hormonales à l'adolescence et à l'âge adulte. L'incongruence de genre persiste à l'adolescence dans environ 27 % des cas où les enfants ont eu un diagnostic de TIG.
Le diagnostic et le traitement des TIG chez les enfants peuvent être pénibles pour les parents, ce qui peut encore aggraver la détresse chez leur enfant. Les parents ont eu des difficultés à accepter le désir de leur enfant à être du sexe opposé, et sont réticents aux enfants qui veulent modifier leur corps.

### Soutien des professionnels
Certains professionnels, notamment le Dr Edgardo J. Menvielle du Children's National Medical Center qui s'est spécialisé dans ce domaine dans sa pratique clinique, pensent que la bonne réponse à apporter au comportement de variance de genre est une thérapie de soutien afin d'aider l'enfant à composer avec les problèmes pouvant survenir suite à l'homophobie/la transphobie. Ces professionnels estiment qu'essayer de modifier ces comportements, renforce au contraire leurs expressions, et ces interventions sont généralement inefficaces et font plus de mal que de bien. D'autres professionnels associés à ce modèle de soutien, comprenant le Dr Norman Spack (en) de l'hôpital pour enfants de Boston, Catherine Tuerk, Herbert Schreier de l'hôpital pour enfants d'Oaklands), et Ellen C. Perrin, directrice du Center for Children with Special Needs (CCSN) au TUFTS. Rosenburg (2002) recommandent une approche centrée sur l'apprentissage aux parents à accepter et à soutenir leurs enfants dans leur identité et les aider à travailler les questions entourant l'identité, sans essayer d'éliminer les comportements de variance de genre.

### Thérapie de conversion
Le rapport annuel sur les droits fondamentaux dans l'Union européenne adopté en 2018 « se félicite des initiatives interdisant les thérapies de conversion pour les personnes LGBTI » et « invite la Commission à redoubler d’efforts pour empêcher que la variance de genre dans l’enfance ne devienne une nouvelle pathologie dans la classification internationale des maladies ».
Certains professionnels, parmi lesquels le Dr Kenneth Zucker, le Head of the Gender Identity Service, Child, Youth, and Family Program and Psychologist-in-Chief au Centre for Addiction and Mental Health à Toronto, en Ontario, au Canada, pensent que la modification comportementale pour éradiquer la variance de genre est la réponse appropriée aux intérêts de genre inversés. Le Dr Kenneth Zucker pose la question rhétorique de savoir s'il serait contraire à l'éthique de traiter un enfant afro-américain qui souhaite s'identifier comme caucasien, grâce aux interventions de chirurgie esthétique afin de faciliter cette identité, bien que ses critiques soulignent que l'identité de genre n'est pas analogue à l'identité ethnique. Le choix du Dr Kenneth Zucker de faire entrer le TIGE dans le DSM a suscité une tempête de controverses dans la communauté LGBT.
Il n'y a pas d'interventions comportementales expressément conçues pour réduire le stress chez les enfants ayant un TIG. Zucker (2000) affirme que la dysphorie de genre dans l'enfance est causée par « la tolérance ou l'encouragement de comportements de genre inversés, ou par l'intention d'élever des enfants androgynes ». Il recommande de décourager les comportements de genre variant par les traitements comportementaux. En revanche, la thérapie de conversion pour les adultes est généralement déconseillée par l'éthique des principaux organismes de santé mentale aux États-Unis, notamment la Société américaine de psychologie, la société américaine de psychiatrie, l'American Counseling Association (en). Il n'existe pas de consensus autour de ces thérapies pour les enfants.